# Грант (Небраска)
Грант (англ. Grant) — місто (англ. city) в США, в окрузі Перкінс штату Небраска. Населення — 1197 осіб (2020).

## Географія
Грант розташований за координатами 40°50′41″ пн. ш. 101°43′35″ зх. д. / 40.84472° пн. ш. 101.72639° зх. д. (40.844699, -101.726255).  За даними Бюро перепису населення США в 2010 році місто мало площу 1,89 км², уся площа — суходіл.

## Демографія
Згідно з переписом 2010 року, у місті мешкало 1165 осіб у 520 домогосподарствах у складі 317 родин. Густота населення становила 615 осіб/км².  Було 588 помешкань (310/км²).
Расовий склад населення:
| - 97,7 % — білих - 0,4 % — корінних американців - 0,4 % — азіатів - 0,1 % — чорних або афроамериканців - 1,0 % — осіб інших рас |

До двох чи більше рас належало 0,3 %. Частка іспаномовних становила 2,7 % від усіх жителів.
За віковим діапазоном населення розподілялося таким чином: 23,3 % — особи молодші 18 років, 51,9 % — особи у віці 18—64 років, 24,8 % — особи у віці 65 років та старші. Медіана віку мешканця становила 46,4 року. На 100 осіб жіночої статі у місті припадало 90,7 чоловіків;  на 100 жінок у віці від 18 років та старших — 84,3 чоловіків також старших 18 років.
Середній дохід на одне домашнє господарство  становив 58 054 долари США (медіана — 51 944), а середній дохід на одну сім'ю — 76 740 доларів (медіана — 66 250). Медіана доходів становила 46 700 доларів для чоловіків та 30 096 доларів для жінок. За межею бідності перебувало 8,2 % осіб, у тому числі 6,6 % дітей у віці до 18 років та 9,1 % осіб у віці 65 років та старших.
Цивільне працевлаштоване населення становило 641 осіб. Основні галузі зайнятості: освіта, охорона здоров'я та соціальна допомога — 30,9 %, сільське господарство, лісництво, риболовля — 11,1 %, роздрібна торгівля — 10,3 %, будівництво — 10,0 %.